# Bleeke Bet (toneelstuk)
Bleeke Bet is een toneelstuk geschreven door Herman Bouber. De musical werd voor het eerst opgevoerd in 1917. Bouber schreef het stuk voor zijn eigen toneelgezelschap dat hij samen met zijn vrouw, Aaf Bouber, en Jac Sluyters had opgericht. Het stuk werd door recensenten uit die tijd omschreven als een schets uit het Amsterdamsche Jordaanleven. Het kan worden beschouwd als een vorm van volkstoneel.
Bouber had pas net zijn theaterdebuut gemaakt toen hij Bleeke Bet schreef. Hij schakelde de hulp in van Louis Davids en Margie Morris om de liedjes te vervaardigen. Zij schreven verscheidene liedjes, waaronder de memorabele In de Jordaan, O mooie oude toren, Radijswals en Sallie met de roomijskar. Nap de la Mar zorgde ervoor dat het stuk debuteerde in het Flora Theater in Amsterdam. Bouber beschouwde dit stuk als zijn 'eerste succes', in de eerste jaren beleefde het vierhonderd voorstellingen.
In 1923 kwam de eerste verfilming van het toneelstuk, in een zwijgende versie. De liederen werden live uitgevoerd door de explicateur en het publiek. In 1934 volgde de tweede verfilming, dit keer met Aaf Bouber in de hoofdrol. 